# Sarpsborg 08 FF
Sarpsborg 08 FF – norweski klub piłkarski z siedzibą w mieście Sarpsborg.

## Historia
Chronologia nazw:
- 1928—1999: IL Sparta
- 2000—2007: SFK Sparta Sarpsborg
- 2007—2008: Sarpsborg Sparta FK
- od 2008: Sarpsborg 08 FF

Klub został założony w 1928 roku jako IL Sparta. W połowie XX wieku był dość silnym klubem - wielokrotnym medalistą mistrzostw Norwegii oraz zdobywcą Pucharu kraju. Potem klub zdegradował do czwartej ligi norweskiej. W 2000 roku IL Sparta oraz 15 innych mniejszych klubów reprezentujących Sarpsborg i jego okolicy połączyły się w klub SFK Sparta Sarpsborg w celu zbudowania silnego klubu, który potrafiłby awansować do norweskiej ekstraklasy. W 2004 awansował do 3 ligi, a w 2006 do Adeccoligaen (2. liga). W 2007 roku do Sparty dołączył jego długoletni rywal klub Sarpsborg FK i klub otrzymał nazwę Sarpsborg Sparta FK. Aby fani Sarpsborg FK nie odwrócili się od klubu w 2008 roku zmienił nazwę na Sarpsborg 08 FF, licząc rok 2008 jako datę założenia nowego klubu.
Po sezonie 2010 zajął 2. miejsce w Adeccoligaen i wywalczył awans do Tippeligaen. Nie zdołał jednak utrzymać w niej, zajął ostatnie 16. miejsce i powrócił do Adeccoligaen.

## Sukcesy
- Mistrzostwo Norwegii:
  - wicemistrz (1): 1948
  - 3.miejsce (3): 1949, 1950, 1954
- Puchar Norwegii:
  - zdobywca (1): 1952

## Europejskie puchary
Legenda do wszystkich tabel:
- Q – runda eliminacyjna, 1/16, 1/8, 1/4, 1/2 – odpowiednia faza rozgrywek, Grupa – runda grupowa, 1r gr – pierwsza runda grupowa, 2r gr – druga runda grupowa, F – finał, R – runda, PO – play-off
- k. – rzuty karne, los. – losowanie, Dogr. – dogrywka, w. – zasada bramek strzelonych na wyjeździe

| Sezon   | Rozgrywki              | Runda   | Przeciwnik       | Dom | Wyjazd | Ogólnie    |
| ------- | ---------------------- | ------- | ---------------- | --- | ------ | ---------- |
| 1970/71 | Puchar Miast Targowych | 1R      | Leeds United     | 0–1 | 0–5    | 0–6        |
| 2018/19 | Liga Europy            | 1Q      | ÍBV              | 2–0 | 4–0    | 6–0        |
| 2018/19 | Liga Europy            | 2Q      | FC Sankt Gallen  | 1–0 | 1–2    | 2–2, w.    |
| 2018/19 | Liga Europy            | 3Q      | HNK Rijeka       | 1–1 | 1–0    | 2–1        |
| 2018/19 | Liga Europy            | PO      | Maccabi Tel Awiw | 3–1 | 1–2    | 4–3        |
| 2018/19 | Liga Europy            | Grupa I | Beşiktaş JK      | 2–3 | 1–3    | 4. miejsce |
| 2018/19 | Liga Europy            | Grupa I | KRC Genk         | 3–1 | 0–4    | 4. miejsce |
| 2018/19 | Liga Europy            | Grupa I | Malmö FF         | 1–1 | 1–1    | 4. miejsce |

## Skład na sezon 2021
| Nr | Poz. | Piłkarz              |
| -- | ---- | -------------------- |
| 4  | OB   | Bjørn Inge Utvik     |
| 6  | OB   | Nicolai Næss         |
| 7  | PO   | Ole Jørgen Halvorsen |
| 8  | PO   | Mohamed Ofkir        |
| 10 | NA   | Rashad Muhammed      |
| 11 | PO   | Jonathan Lindseth    |
| 14 | NA   | Moubarack Campaore   |
| 15 | PO   | Gaute Høberg Vetti   |
| 16 | OB   | Joachim Thomassen    |
| 32 | OB   | Eirik Wichne         |
| 18 | OB   | Sebastian Jarl       |
| 29 | NA   | Ibrahima Kone        |
| 20 | PO   | Anton Saletros       |

| Nr | Poz. | Piłkarz             |
| -- | ---- | ------------------- |
| 21 | BR   | Anders Kristiansen  |
| 22 | NA   | Kristian Opseth     |
| 24 | OB   | Mikael Dyrestam     |
| 25 | PO   | Mikkel Maigaard     |
| 28 | OB   | Ben Kantie Karamoko |
| 13 | NA   | Guillermo Molins    |
| 30 | NA   | Mustafa Abdellaoue  |
| 5  | OB   | Magnar Ødegård      |
| 3  | OB   | Jørgen Horn         |
| 1  | BR   | Simen Vidtun Nilsen |
| 77 | PO   | Dario Canadjija     |

## Stadion
Sarpsborg Stadion może pomieścić 7,500 widzów.